# Euphronios (Dichter)
Der Dichter Euphronios war ein Vertreter der Alten Komödie. Im Jahr 458 v. Chr. siegte er mit einer Komödie ungenannten Titels bei den Großen Dionysien von Athen, während Aischylos bei der gleichen Gelegenheit mit seinem Werk Orestie im Bereich der Tragödien siegte. Heute sind weder Stücke, Fragmente noch Titel von Euphronios’ Werk erhalten.